# Takuya Kimura (basebollspelare)
Takuya Kimura, född den 15 april 1972 och död den 7 april 2010, var en japansk idrottare som tog brons i baseboll vid olympiska sommarspelen 2004 i Aten.